# Estatua de Guillermo el silencioso
La estatua de Guillermo el silencioso es un monumento de la Universidad de Rutgers en la ciudad de Nuevo Brunswick, en el estado de Nueva Jersey (Estados Unidos). Fue construida en 1928 y está instalada en la sección Voorhees Mall del campus de College Avenue, a lo largo de Seminary Place, una calle en el extremo occidental del Voorhees Mall. Se encuentra cerca de varios edificios académicos, incluida la Escuela de Graduados en Educación de la universidad, Van Dyke Hall y Milledoler Hall.
La estatua representa a Guillermo de Orange, uno de los primeros líderes de la revuelta holandesa contra la España de los Habsburgo que condujo a la independencia de los Países Bajos en 1648. Fue donada por Fenton B. Turck para conmemorar la herencia holandesa de la universidad. Turck, con la ayuda de la ejecutiva ferroviaria y exalumna de Rutgers, Leonor F. Loree, organizó la donación anónima a través de la Sociedad Holandesa de Nueva York.
La estatua ha seguido siendo parte de la vida estudiantil, ya que el centro comercial Voorhees Mall había sido el lugar de eventos estudiantiles y comunitarios, incluidas ceremonias de graduación, reuniones de motivación, festivales y protestas. Ocasionalmente ha sido blanco de vandalismo en la histórica rivalidad entre estudiantes de Rutgers y la Universidad de Princeton. Fue restaurada en 2006 en un esfuerzo financiado por donaciones de exalumnos.

## Historia

### Adquisición e instalación
Mientras viajaba por Europa tras la Primera Guerra Mundial, el biólogo y médico Fenton Benedict Turck compró una estatua de bronce de Guillermo I. William, conocido como "Guillermo el silencioso" y "Guillermo de Orange", fue el principal líder de la revuelta holandesa contra los españoles que desencadenó la Guerra de los Ochenta Años y resultó en la independencia formal de las Provincias Unidas en 1648. Por esta razón, William es conocido como el "Padre de la Patria" de los Países Bajos. La estatua es una réplica de un monumento similar creado en 1848 por el escultor holandés Lodewyk Royer que se instaló en Het Plein, una plaza de la ciudad en el Oude Centrum de La Haya. El molde de yeso de la estatua original de Royer se mantuvo en Bruselas durante la Primera Guerra Mundial y después de la guerra, el gobierno holandés permitió que el escultor Toon Dupuis hiciera una copia de la estatua en la Fonderie Nationale des Bronzes, una fundición en Bruselas, antes de destruir el molde.

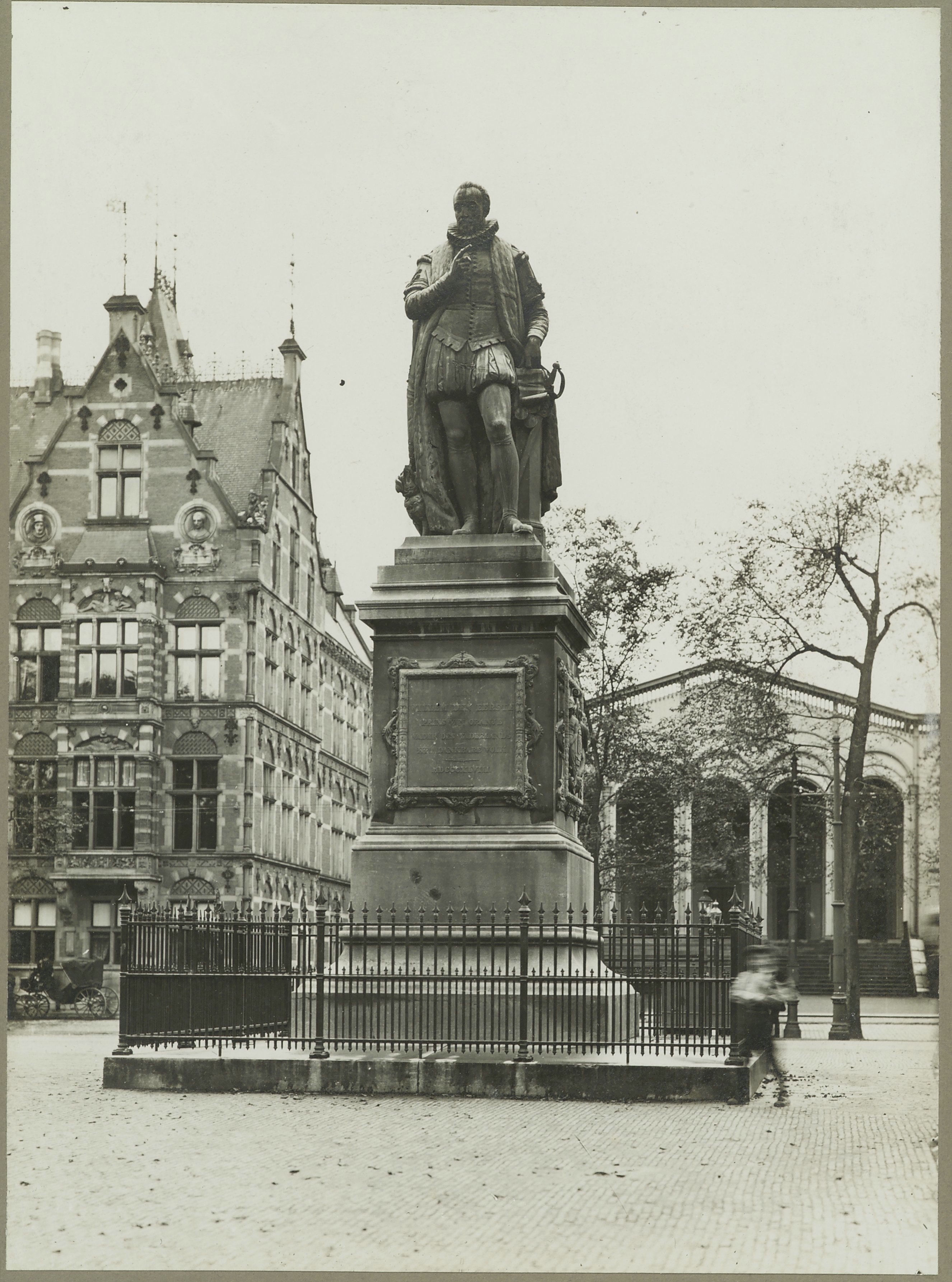
La estatua original (1848) de Royer en La Haya

Graduado de la Facultad de Medicina de la Universidad Northwestern de Chicago, Turck fue internista, investigador médico en biología celular, inventor del suero citost y autor de The Action of the Living Cell (1933), así como de muchos tratados sobre enfermedades gastrointestinales. Turck era descendiente directo del Dr. Paschasius Turck, un médico holandés del siglo XVI que trató a Guillermo el Silencioso después de que recibiera heridas graves en un intento de asesinato en 1581. Durante su viaje de regreso a los Estados Unidos, Turck "comenzó a sentirse culpable por el gran costo de la estatua" y decidió ocultar la compra a su esposa almacenando la estatua en el sótano de su laboratorio de Nueva York en 428 Lafayette Street en el Bajo Manhattan. Permaneció en posesión de Turck, almacenado en el sótano del laboratorio desde 1920 hasta 1928.
Turck se había convertido en miembro de la Sociedad Holandesa de Nueva York en 1917 y participaba activamente en sus eventos y asuntos. Ya en 1887, la Holland Society había buscado instalar un monumento destacado en Nueva York para celebrar la herencia holandesa de la ciudad. La sociedad acordó en Guillermo el silencioso como tema del monumento en 1892 y se instó a instalar el monumento en el Central Park de la ciudad. En los años siguientes, la sociedad consideró encargar la obra a los destacados escultores estadounidenses Augustus Saint-Gaudens y Daniel Chester French. En 1913, Tunis Bergen, un médico que presidía el comité de investigación de opciones para un monumento de la Sociedad Holandesa, visitó los Países Bajos y preguntó si se podía hacer una copia de la estatua de Royer en La Haya y tomó medidas y fotografías de la obra. Posteriormente, la Primera Guerra Mundial retrasó los planes de la sociedad. A lo largo de la década de 1920, la Holland Society había propuesto instalar la estatua de Turck en varios lugares de Nueva York, en Albany y otros lugares a lo largo del valle de Hudson.: pp.128–130 
En 1924, la Sociedad Holandesa de Nueva York renovó sus esfuerzos para instalar un monumento en un lugar destacado en el Central Park de Nueva York.: pp.128–130 La propuesta fue inicialmente aceptada por el Comisionado de Parques de la ciudad, Francis Dawson Gallatin, pero la Comisión de Arte de la ciudad se opuso. El subsecretario de la Comisión de Arte, H. R. Marshall, recomendó que la estatua se donara a Rutgers College, ya que recientemente instalaron a un nuevo presidente de la universidad, John Martin Thomas, y agregó que sería un "buen regalo nuevo y muy visible, que vincularía a la universidad con su legado holandés". en el apogeo de la moda de los renacimientos coloniales".: p.128 Mientras Turck cenaba con su amigo cercano, la ejecutiva ferroviaria Leonor Fresnel Loree discutió las raíces holandesas de la Universidad de Rutgers, su alma mater, y convenció a Turck de que donara la estatua a la universidad. En ese momento, Loree formaba parte del consejo de administración de la universidad. Rutgers, constituida en 1766 como Queen's College, fue la octava de nueve universidades establecidas antes de la Revolución Americana y había sido fundada por clérigos reformados holandeses de Nueva York y Nueva Jersey.: passim. Después de su fundación, la universidad estuvo afiliada a la iglesia hasta principios del siglo XIX y muchos estudiantes de ascendencia holandesa se graduaron.: passim. Turck deseaba donar la estatua de forma anónima y, con la ayuda de Loree, hizo arreglos para que la Sociedad de Holanda transfiriera la estatua a Rutgers. Bergen, ahora fideicomisario de Rutgers además de continuar sus esfuerzos como presidente del comité de la estatua de la Sociedad Holandesa, dijo que era "particularmente apropiado que la estatua se ubicara en los terrenos de la institución educativa fundada por descendientes de los Países Bajos".: p.107 La estatua fue entregada e instalada en Rutgers en el extremo occidental del centro comercial Voorhees. Fue dedicado durante una ceremonia celebrada el 9 de junio de 1928.

### Participación en la vida del campus
Los estudiantes de Rutgers llaman cariñosamente a la estatua “Willie el silencioso” y “Still Bill”. Según la tradición estudiantil, se espera que la estatua silbe si pasa una virgen. Sin embargo, el profesor de estudios estadounidenses de Rutgers y folclorista Angus Kress Gillespie comentó: “Pero en los últimos 200 años, todavía no ha silbado”. Sin embargo, la estatua se ha seguido incluyendo en la vida estudiantil, ya que el centro comercial Voorhees se utilizó como lugar de eventos estudiantiles y comunitarios, ceremonias de graduación (hasta 2007), reuniones de ánimo para el equipo de fútbol y otros equipos deportivos, festivales holandeses-estadounidenses, así como protestas que incluyen protestas contra la guerra y mítines de huelga en la década de 1970. En la tarde del 11 de octubre de 1976, el senador Ted Kennedy de Massachusetts realizó un mitin de campaña en Rutgers durante las elecciones presidenciales de 1976. Kennedy se dirigió a una multitud de aproximadamente 1000 estudiantes en el Voorhees Mall frente a la estatua de Guillermo el silencioso. Antes de que Kennedy comenzara su discurso, “tuvo que sofocar los abucheos y las interrupciones de algunos estudiantes que sostenían carteles contra Kennedy”.
Ocasionalmente, la estatua es objeto de vandalismo en la rivalidad histórica en curso entre estudiantes de Rutgers y Princeton. Esta rivalidad que se remonta a que las dos escuelas jugaron el primer partido de fútbol intercolegial en New Brunswick en 1869 y una serie cada vez mayor de bromas y robos “al amparo de la noche”, incluido el robo de un cañón en el campus de Princeton en 1875 que se conoció como la guerra de cañones de Rutgers-Princeton.: pp.105, 107 A lo largo de los años, los estudiantes de Princeton han rociado con frecuencia la estatua de Guillermo el silencioso con pintura naranja, generalmente antes de los eventos deportivos. El 11 de octubre de 1947, antes del partido anual de fútbol entre las dos escuelas, “en la madrugada un grupo de Tigres (es decir estudiantes de Princeton) se infiltraron en el campus de Rutgers y pintaron la estatua de Guillermo el silencioso”. En 2006, los agentes de policía de Rutgers persiguieron a varios vándalos del sitio, supuestamente estudiantes de Princeton, que habían pintado un pene grande y la palabra “Princeton” varias veces en la estatua.
La estatua fue restaurada en 2006 con fondos donados por exalumnos de la universidad de la Clase de 1956. Se utilizaron aproximadamente 150 000 dólares en fondos de la campaña de reunión para restaurar las cuatro puertas históricas en el histórico campus de Queens de la universidad y la estatua de Guillermo el silencioso. Se limpió para eliminar los efectos del grafiti y los residuos de cinta transparente, y se necesitaron esfuerzos de conservación para restaurar la base de granito y la fundición de bronce de la estatua.

## Descripción

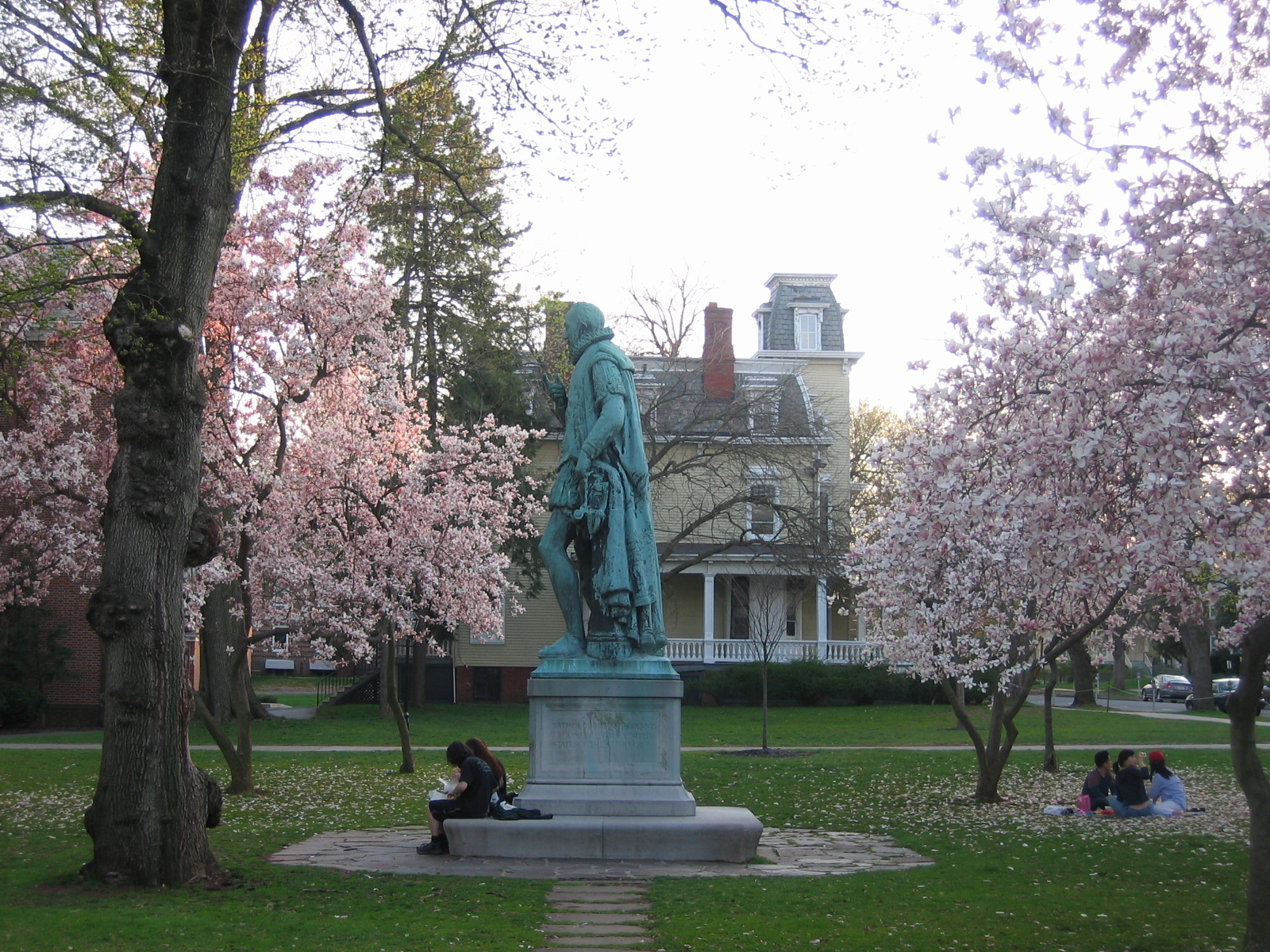
El monumento durante la floración de los cerezos en el Voorhees Mall

En 1928, la estatua de Guillermo el silencioso se instaló en el extremo occidental de Voorhees Mall, una sección de edificios académicos en el campus de College Avenue en New Brunswick. Está ubicado a lo largo de Seminary Place, una calle de la ciudad que flanquea el lado occidental del Mall y separa el campus de Rutgers del Seminario Teológico de New Brunswick. La estatua se coloca cerca de varios edificios académicos, incluida la Escuela de Graduados en Educación de la universidad, Van Dyke Hall y Milledoler Hall.

Según el Catálogo de inventarios del Instituto Smithsoniano, la escultura de bronce mide 4,5 m de altura y está instalada sobre una base de piedra cuadrada de 1,8 m de altura. Se registra como un peso de 907 kg.  La escultura representa a Guillermo el Silencioso de pie:
"...con su propia mano derecha levantada hacia su pecho, señalando con su dedo índice. Sostiene un pergamino abierto con su propia mano izquierda. Un pequeño perro se sienta a sus pies a su derecha. Guillermo el Silencioso viste la ropa de un magistrado civil del siglo XVI. Tiene bigote y barba, y usa un cuello con volantes, un abrigo abierto hasta los tobillos, un chaleco abotonado y bombachos. La escultura está montada sobre una base cuadrada."
Cada uno de los cuatro lados de la base cuadrada de la estatua está inscrito con letras incisas:
- Anverso: (hacia el este): GUILLERMO EL SILENCIOSO / CONDE DE NASSAU / PRINCE OF ORANGE / MDXXXIII MDLXXXIV
- Atrás (hacia el oeste): THE HOLLAND SOCIETY / DE NUEVA YORK / A LA UNIVERSIDAD DE RUTGERS / MCMXXVIII
- Derecha (mirando al sur): PADRE DE SU PATRIA / FUNDADOR DE LOS ESTADOS UNIDOS / DE LOS PAÍSES BAJOS
- Izquierda (mirando al norte): MIENTRAS VIVIÓ / FUE LA ESTRELLA GUÍA / DE TODA UNA NACIÓN VALIENTE / Y CUANDO MURIÓ LOS / LLORARON LOS NIÑOS PEQUEÑOS

La escultura lleva dos inscripciones, una marca del Fundador firmada, cerca de su base: “ROYER - STATUAIRE” y “FONDERIE NATLE DES BRONZES”.